# Gustave Le Bon
Gustave Le Bon, francoski psiholog, sociolog, * 7. maj 1841, Nogent-le-Rotrou, Francija, † 13. december 1931, Marnes-la-Coquette, Francija.
Le Bon je avtor več del s področja psihologije množic.